# Adam Jakieła
Adam Jakieła (ur. 22 lutego 1969) – polski biathlonista i trener biathlonu.

## Życiorys
Był zawodnikiem WKS Legii Zakopane.
Reprezentował Polskę na mistrzostwach świata juniorów w 1989 (35 m. w biegu indywidualnym, 23 m. w sprincie, 9 m. w sztafecie i 10 m. w biegu drużynowym).
Na mistrzostwach Polski seniorów wywalczył dwa brązowe medale w sztafecie (1992 i 1993).
Po zakończeniu kariery zawodniczej został trenerem. Pracuje w BKS WP Kościelisko, a w 2019 został trenerem kobiecej kadry B. Z tej ostatniej funkcji zrezygnował w październiku 2022.
Był członkiem komisji rewizyjnej w kadencji 2006-2010 i członkiem zarządu Polskiego Związku Biathlonu kadencji 2014-2018.
W plebiscycie Dziennika Polskiego został wybrany najlepszym trenerem Podhala w 2010, a w plebiscycie Polski Zbrojnej najlepszym trenerem w sporcie wojskowym w 2019.